# Ночью на кухне
«Ночью на кухне» — песня российской певицы Анны Асти, выпущенная 21 октября 2022 года в качестве первого сингла с её второго студийного альбома «Царица». Автором музыки и слов является Дмитрий Лорен.
Во время live-премьеры на «Авторадио» Асти поделилась, что Лорен написал песню про неё саму: «Мы иногда сидим на кухне, болтаем до 5 утра, жалуемся друг другу на жизнь. Я и поплакаться ему могу, пооткровенничать. Вот после этих наших ночей на кухне и вылез у него этот трек из души. Он написал песню про моё альтер эго — слабую-сильную».

## Отзывы критиков
Алексей Мажаев из InterMedia отметил, что в новом треке певица изменила излюбленному сюжету своих песен, пойдя дальше и предложив следующий уровень дамской судьбы: главная героиня песни когда-то сильно обожглась на отношениях и решила, что будет добиваться всего сама. Он также добавил, что успех песне придёт и наличие в припеве хука, который легко запомнить и которому хочется подпеть — в данном случае фраза «но ночью на кухне она скинет туфли»: «Легко представить, как слушательницы набирают в лёгкие побольше воздуха, чтобы отчаянно грянуть этот эмоциональный рефрен». В конце он поздравил певицу с очередным хитом.

## Чарты

### Еженедельные чарты
| Чарт (2023)        | Высшая позиция |
| ------------------ | -------------- |
| Беларусь (TopHit)  | 33             |
| Казахстан (TopHit) | 3              |
| Латвия (TopHit)    | 7              |
| Молдова (TopHit)   | 1              |
| Россия (TopHit)    | 15             |
| Эстония (TopHit)   | 87             |

### Ежемесячные чарты
| Чарт (2023)        | Высшая позиция |
| ------------------ | -------------- |
| Беларусь (TopHit)  | 43             |
| Казахстан (TopHit) | 4              |
| Латвия (TopHit)    | 49             |
| Молдова (TopHit)   | 1              |
| Россия (TopHit)    | 18             |

### Годовые чарты
| Чарт (2023)        | Позиция |
| ------------------ | ------- |
| Беларусь (TopHit)  | 83      |
| Казахстан (TopHit) | 6       |
| Латвия (TopHit)    | 55      |
| Молдова (TopHit)   | 6       |
| Россия (TopHit)    | 37      |

| Чарт (2024)        | Позиция |
| ------------------ | ------- |
| Казахстан (TopHit) | 54      |
| Молдова (TopHit)   | 104     |